# Volcán de Santa Margarita

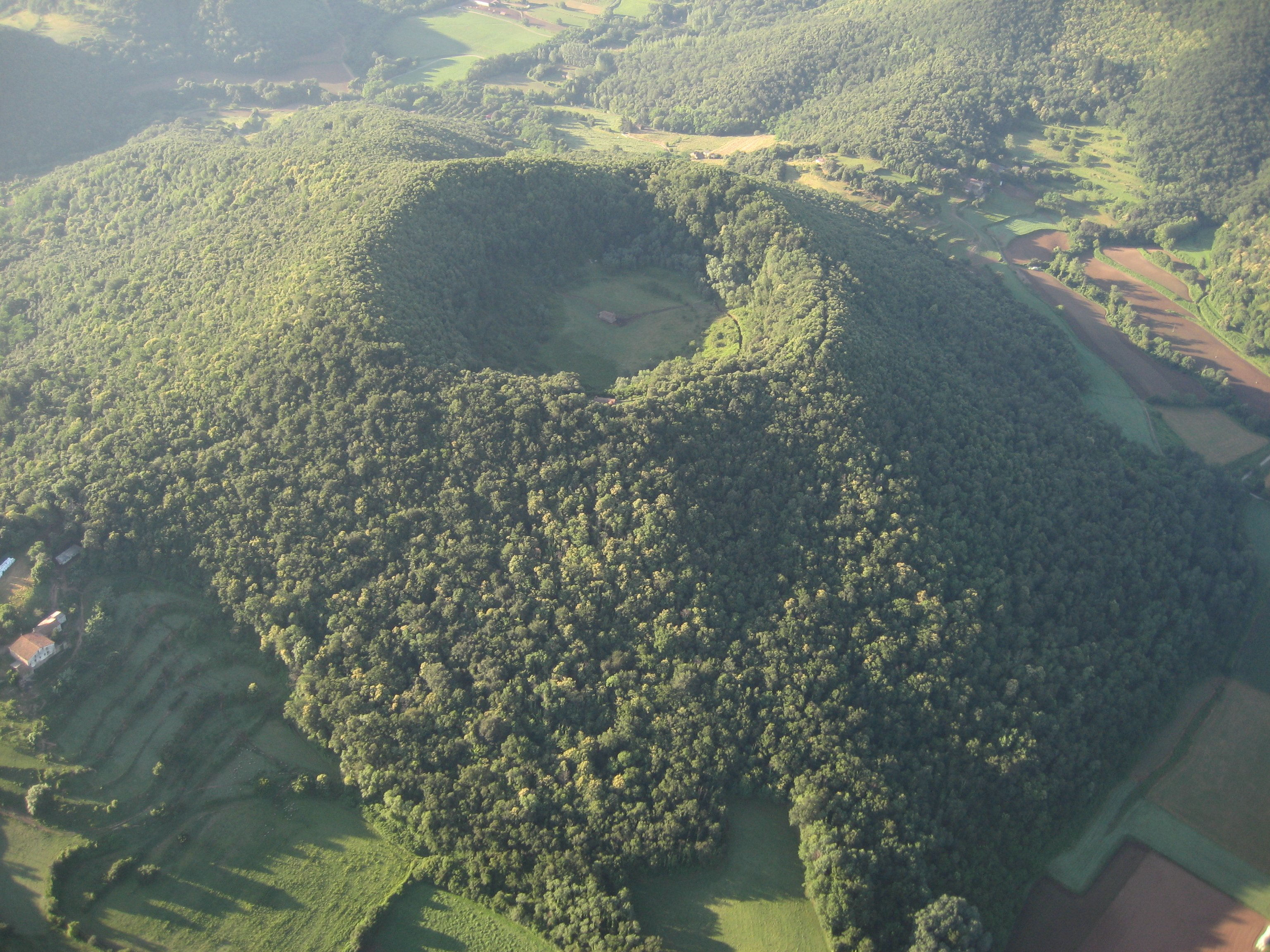
Volcán de Santa Margarita

El volcán de Santa Margarita (en catalán: Volcà de Santa Margarida) es un antiguo volcán de la región volcánica de Olot, en el municipio de Santa Pau (La Garrocha).
Es uno de los más importantes del sector, de 682 metros de altitud y su boca tiene un perímetro de 2000 metros. En el centro del llano formado por el cráter se encuentra la iglesia de Santa Margarita, de origen románico. Su última erupción data de hace 11 000 años. 
Forma parte del parque natural de la Zona Volcánica de la Garrocha.